# وضعیت دستمال توالت
|            |  |            |
| وضعیت رویی |  | وضعیت زیری |

دستمال توالت وقتی بر روی لوله نگهدارنده، در محور افقی و موازی دیوار قرار می‌گیرد، دو وضعیت ممکن دارد که عبارت‌اند از: دستمال توالت ممکن است (بر روی) یا زیر (پشت) لوله آویزان شود. انتخاب یکی از این دو نحوهٔ آویختن تا حد زیادی وابسته به سلیقه شخصی، و بر حسب عادت است. در یک نظرسنجی از مصرف‌کنندگان آمریکایی در حمام و آشپزخانه، ۷۰–۶۰٪ پاسخ‌دهندگان وضعیت رویی را به زیری ترجیح داده‌اند.
با وجود اینکه شاید این موضوع بی‌اهمیت تلقی شود، برخی افراد نظرات محکمی در این باره دارند. به باور مقاله‌نویس ستون اندرز، ان لاندرز، این موضوع جدال‌آمیزترین بحث در تاریخ ستون بوده‌است. مدافعان هر کدام از دو روش، مزایای مختلفی برای انتخاب خود مطرح کرده‌اند، از جمله؛ زیبایی، مهمان‌نوازی، تمیز ماندن دستمال، سهولت جدا کردن یک مربع از دستمال، و سازگاری با ماشین کاروان یا گربه. افراد مشهور و کارشناسان در هر دو کمپ وجود دارند. برخی نویسندگان به وجود ارتباطی میان انتخاب وضعیت قرارگیری و سن، جنسیت یا فلسفه سیاسی فرد اشاره کرده‌اند؛ و شواهد مبتنی بر نظرسنجی به وجود ارتباط با موقعیت سیاسی-اجتماعی فرد اشاره دارند.
راه‌های متعددی برای حل این مسئله پیشنهاد شده‌است؛ از جمله سازش بینابینی، استفاده از نگهدارنده‌های جداگانه یا سیستم کاملاً جداگانه حمام توالت، یا نادیده‌گرفتن موضوع به‌طور کلی.